# Černiv
Černiv település Csehországban, a Litoměřicei járásban. Černiv Úpohlavy, Siřejovice, Slatina, Chotěšov és Čížkovice településekkel határos. Lakosainak száma 157 fő (2024. január 1.).

## Népesség
A település lakosságának változását az alábbi diagram mutatja:
| Lakosok száma | 276  | 246  | 317  | 206  | 153  | 133  | 156  | 149  | 141  | 157  |
|               | 1869 | 1890 | 1921 | 1950 | 1980 | 2001 | 2017 | 2019 | 2022 | 2024 |